# Mmts
mmts（マミタス）は2009年に展開を開始した、中川翔子が企画・デザインを手がけるオリジナルブランドである。
ビギグループのビーエスカンパニーにより展開され、2013年からはBEAMSと共同でプロデュースしている。2014年8月現在、店舗は中野に1つあるだけだが、国内外のビームス店舗内でmmtsブランドが期間限定で提供された。また、BEAMS Online ShopやZOZOTOWN内にもオンラインストアとして提供している。

## 歴史

### 2009年～
ビギグループのビーエスカンパニーによる運営。ビーエスカンパニーのブランドの一部として販売されていたため、独立した店舗は存在しなかった。月や星、リボンをキーワードとした、ウエア、アクセサリー、雑貨等の製品を取り扱っていた。比較的、高級路線での商品展開をしており、毛皮製品等も取り扱っていた。

### 2013年～
ビギグループから、ビームスへと移り、商品が猫のイラストをプリントしたもの等へと変わった。さらに2013年5月1日には中野ブロードウェイに初の店舗が誕生。同時にZOZOTOWNやBEAMS WOMENでの取り扱いも決まった。
2014年8月1日からは、売り上げの一部を、猫の保護活動を行う団体に寄付する事が決まった。

## 店舗
- マミタス 中野（中野ブロードウェイ）
  - 2013年5月1日オープン[3]。2021年2月19日に閉店[4][6]。